# Metrologi
Ordet metrologi skal ikke forveksles med meteorologi.
Metrologi er videnskaben om målinger og måleteknik. Videnskaben beskæftiger sig med målinger af fysiske størrelser, fx længde, masse, tid, strømstyrke, spænding, farve og hastighed.

## Ekstern henvisning
- Wikimedia Commons har flere filer relateret til Metrologi

- DANIAmet – en forening af danske organisationer og virksomheder der beskæftiger sig med metrologi.

| Naturvidenskab | Spire Denne naturvidenskabsartikel er en spire som bør udbygges. Du er velkommen til at hjælpe Wikipedia ved at udvide den. |